# Brachypodium
Brachypodium Beauv., 1812 è un genere di piante angiosperme monocotiledoni appartenente alla famiglia delle Poacee (o Gramineae, nom. cons.). È l'unico genere della tribù Brachypodieae Harz, 1880.

## Etimologia
Il nome del genere deriva da due parole greche ("brachys" = breve e "podion" = piccolo piede) e fa riferimento ai pedicelli molto corti delle spighette. Il nome scientifico del genere è stato definito dal naturalista e botanico francese Ambroise Marie François Joseph Palisot de Beauvois (Arras, 27 luglio 1752 – Parigi, 21 gennaio 1820) nella pubblicazione "Essai d'une Nouvelle Agrostographie; ou Nouveaux Genres des Graminées; Avec Figures Représentant les Caractéres de tous le Genres. Imprimerie de Fain. Paris" (Ess. Agrostogr. 100, t. 19, Fig. 3.) del 1812. La tribù è stata definita dal micologo e farmacista tedesco Carl Otto Harz (Gammertingen, 28 novembre 1842 – Monaco di Baviera, 5 dicembre 1906) nella pubblicazione "Linnaea; Ein Journal für die Botanik in ihrem ganzen Umfange. Berlin" (Linnaea 43: 15.) del 1880.

## Descrizione

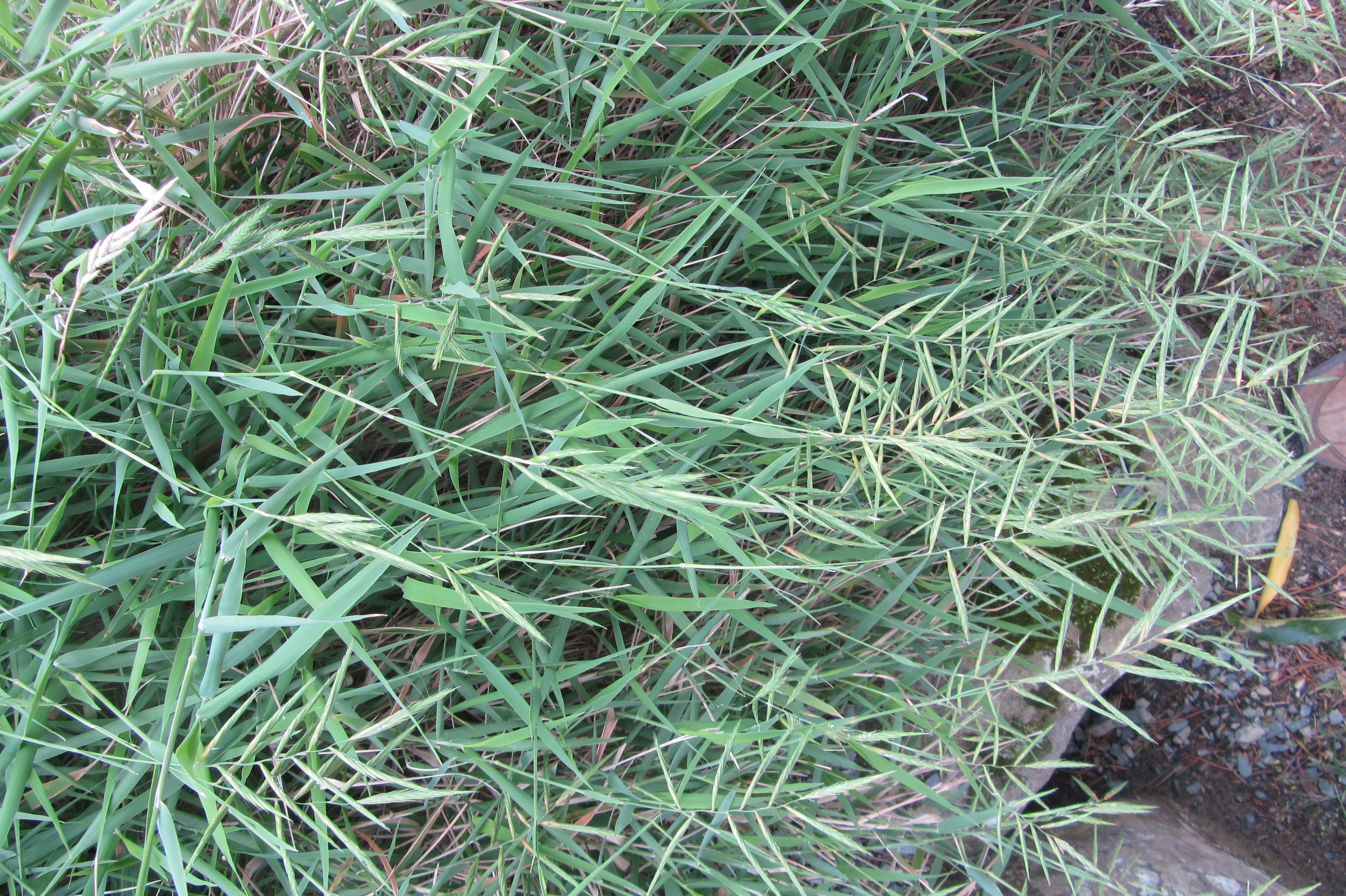
Il portamento
Brachypodium arbuscula

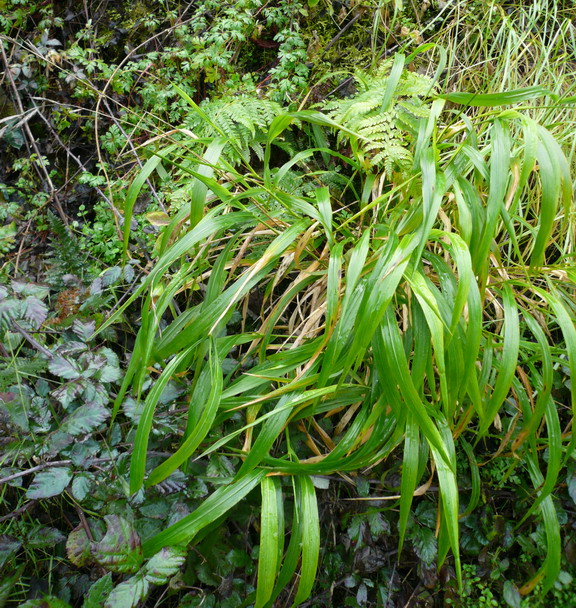
Le foglie
Brachypodium sylvaticum

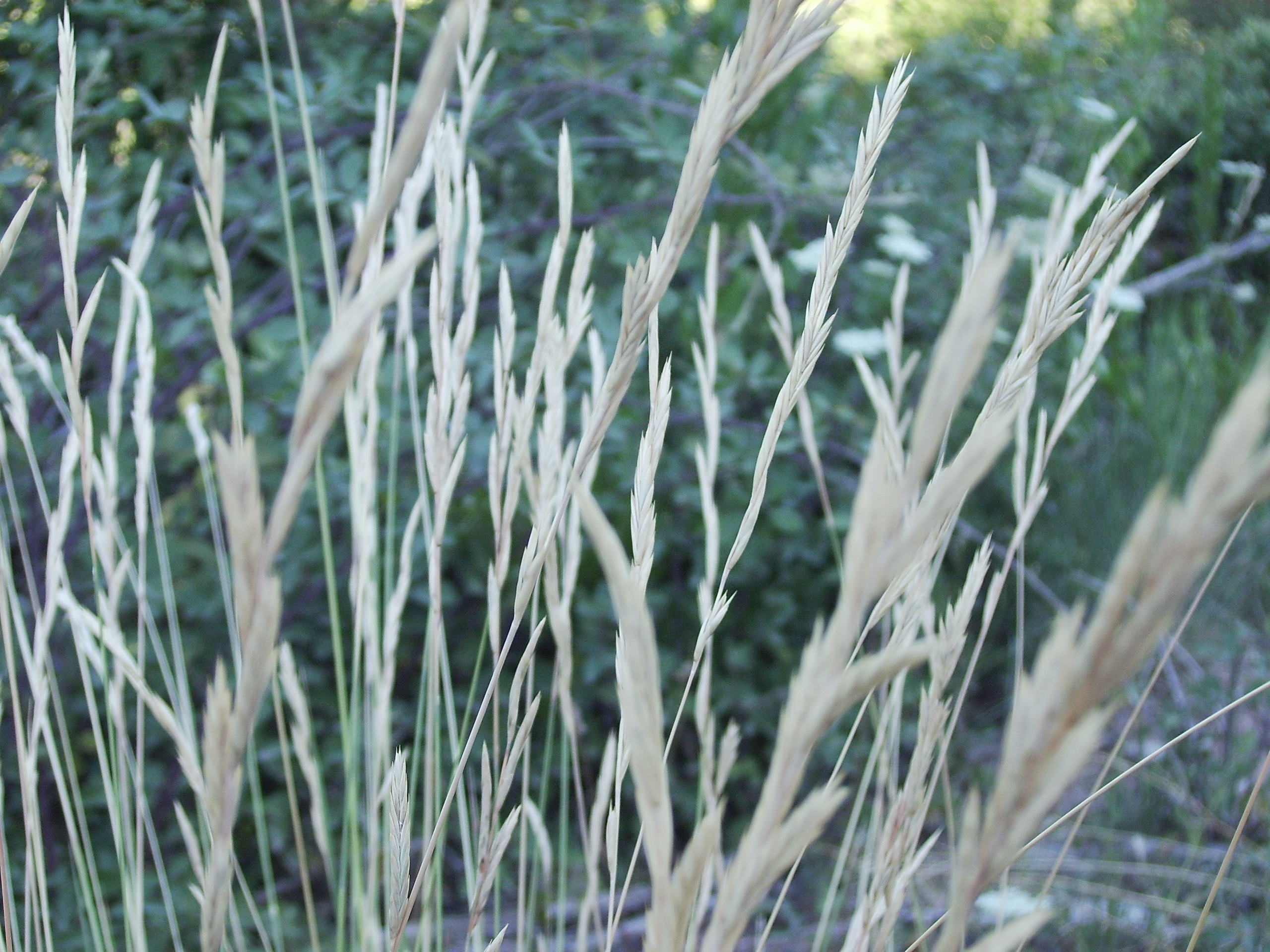
Infiorescenza
Brachypodium phoenicoides

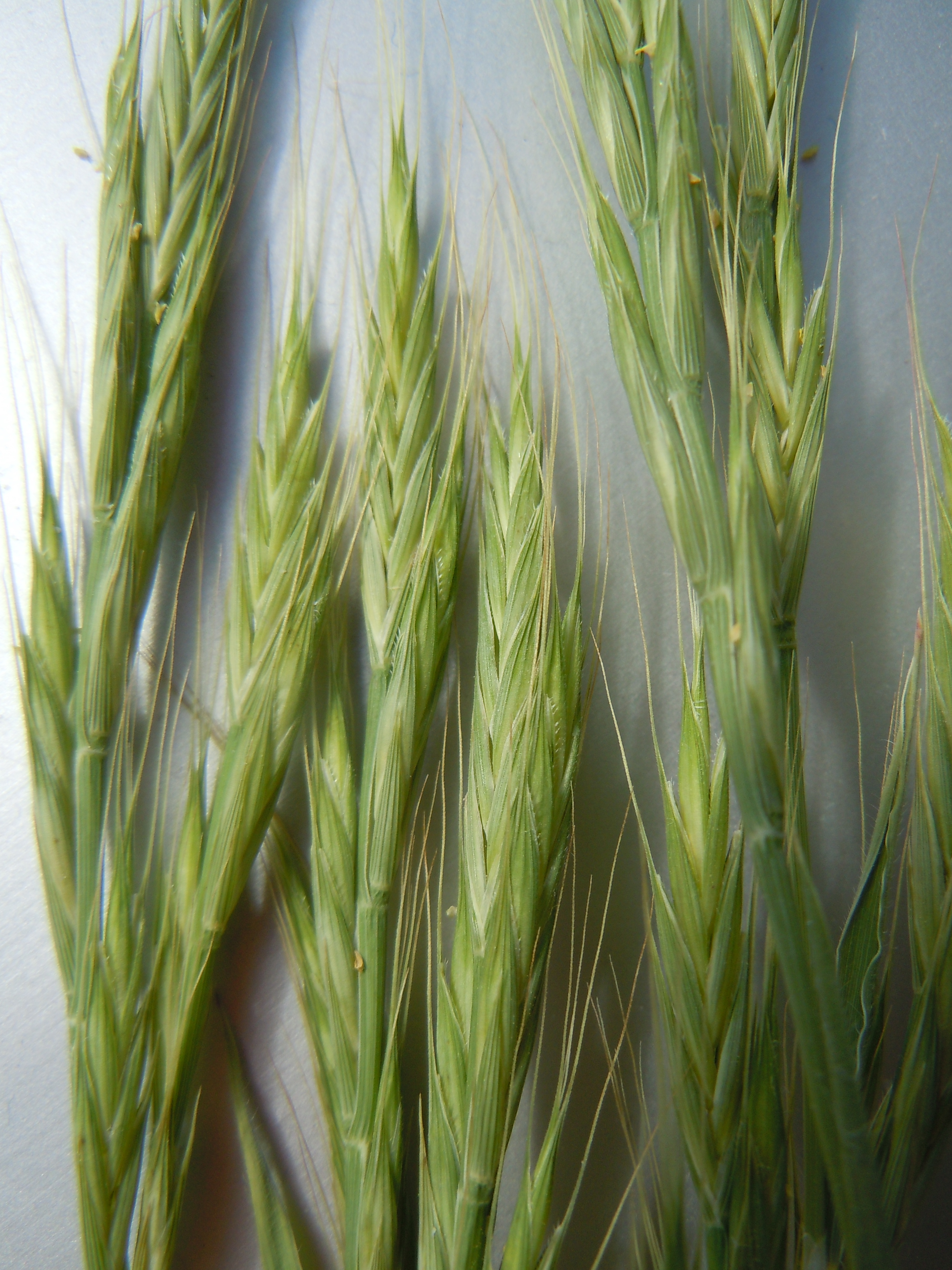
Spighette
Brachypodium distachyon

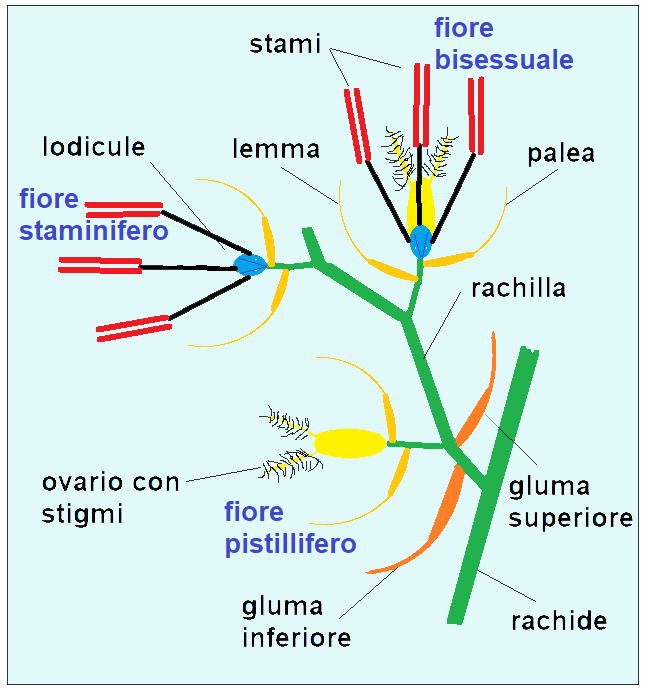
Spighetta generica con tre fiori diversi

Il portamento delle specie di questo genere è cespitoso o rizomatoso, con cicli biologici annuali o perenni. La forma biologica in generale è emicriptofita cespitosa (H caesp), sono piante erbacee con gemme svernanti al livello del suolo e protette dalla lettiera o dalla neve e presentano ciuffi fitti di foglie che si dipartono dal suolo. In queste piante non sono presenti i micropeli. Alcune specie possono formare delle popolazioni a tappeto.

### Radici
Le radici in genere sono secondarie da rizoma. Alcune specie presentano dei lunghi stoloni sotterranei e striscianti.

### Fusto
I culmi sono cavi a sezione più o meno rotonda. Hanno un portamento ascendente e possono essere fogliosi fino all'infiorescenza. Dei ciuffi di peli sono presenti ai nodi.

### Foglie
Le foglie lungo il culmo sono disposte in modo alterno, sono distiche e si originano dai vari nodi. Sono composte da una guaina, una ligula e una lamina. Le venature sono parallelinervie. Non sono presenti i pseudopiccioli e, nell'epidermide delle foglia, le papille.
- Guaina: la guaina è abbracciante il fusto e priva di auricole; a volte è irsuta per peli riflessi o patenti o semplicemente è pubescente.
- Ligula: la ligula è membranosa e a volte cigliata; è troncato-sfrangiata e lunga più o meno 1 mm.
- Lamina: la lamina ha delle forme generalmente lineari, arcuate e molli (ma anche rigide) con punte pendule. La superficie è piana e larga e tra l'epidermide superiore e quella inferiore sono presenti alcuni pilastri di sclerenchima disposti longitudinalmente che a volte sporgono e formano delle coste sulla pagina superiore.

### Infiorescenza
Infiorescenza principale (sinfiorescenza o semplicemente spiga): le infiorescenze, ascellari e terminali, in genere non sono ramificate e sono formate da diverse spighette (fino a 12) ed hanno la forma di una pannocchia aperta con cime nutanti o pendule. La fillotassi dell'inflorescenza inizialmente è a due livelli, anche se le successive ramificazioni la fa apparire a spirale.

### Spighetta
Infiorescenza secondaria (o spighetta): le spighette, compresse lateralmente (o anche subcilindriche), provviste di un breve pedicello, sottese da due brattee distiche e strettamente sovrapposte chiamate glume (inferiore e superiore), sono formate da 5 a 24 fiori. Possono essere presenti dei fiori sterili; in questo caso sono in posizione distale rispetto a quelli fertili. Alla base di ogni fiore sono presenti due brattee: la palea e il lemma. La disarticolazione avviene con la rottura della rachilla tra i fiori o sopra le glume persistenti. 
- Glume: le glume sono più corte dei fiori ed hanno apici acuti o acuminati.
- Palea: la palea è un profillo con due venature ed è cigliata.
- Lemma: il lemma a volte è pubescente; le sue vene non convergono verso l'apice, che è ottuso o acuto. Alla fine del lemma è presente una resta.

### Fiori
I fiori fertili sono attinomorfi formati da 3 verticilli: perianzio ridotto, androceo  e gineceo.
- Formula fiorale:

*, P 2, A (1-)3(-6), G (2–3) supero, cariosside.
- Il perianzio è ridotto e formato da due lodicule, delle squame traslucide, poco visibili (forse relitto di un verticillo di 3 sepali). Le lodicule sono membranose e non vascolarizzate.

- L'androceo è composto da 3 stami ognuno con un breve filamento libero, una antera sagittata e due teche. Le antere sono basifisse con deiscenza laterale. Il polline è monoporato.

- Il gineceo è composto da 3-(2) carpelli connati formanti un ovario supero. L'ovario, pubescente all'apice, ha un solo loculo con un solo ovulo subapicale (o quasi basale). L'ovulo è anfitropo e semianatropo e tenuinucellato o crassinucellato. Lo stilo, breve, è unico con due stigmi papillosi e distinti.

### Frutti
I frutti sono del tipo cariosside, ossia sono dei piccoli chicchi indeiscenti, con forme ovoidali, nei quali il pericarpo è formato da una sottile parete che circonda il singolo seme. In particolare il pericarpo è fuso al seme ed è aderente. L'endocarpo non è indurito e l'ilo è lungo e lineare. L'embrione è piccolo e provvisto di epiblasto ha un solo cotiledone altamente modificato (scutello senza fessura) in posizione laterale. I margini embrionali della foglia non si sovrappongono.

## Biologia
Come gran parte delle Poaceae, le specie di questo genere si riproducono per impollinazione anemogama. Gli stigmi più o meno piumosi sono una caratteristica importante per catturare meglio il polline aereo.
La dispersione dei semi avviene inizialmente a opera del vento (dispersione anemocora) e una volta giunti a terra grazie all'azione di insetti come le formiche (mirmecoria).

## Distribuzione e habitat
La distribuzione delle specie del genere Brachypodium è relativa alle regioni dell'Eurasia, Africa, Messico, Centro e Sud America.

### Specie della zona alpina
Tutte le specie spontanee della flora italiana vivono sull'arco alpino. La tabella seguente mette in evidenza alcuni dati relativi all'habitat, al substrato e alla distribuzione delle specie alpine.
| Specie | Comunità vegetali | Piani vegetazionali         | Substrato | pH     | Livello trofico | H2O   | Ambiente          | Zona alpina         |
| --- | ----------------- | --------------------------- | --------- | ------ | --------------- | ----- | ----------------- | ------------------- |
| B. distachyon | 4                 | collinare                   | Ca - Si   | neutro | medio           | arido | B1 B2 C2 F1 F2 G3 | TO BS VR VI         |
| B. phoenicoides | 9                 | collinare                   | Ca - Si   | basico | basso           | arido | B1 B2 F2          | settore occidentale |
| B. pinnatum | 9                 | subalpino montano collinare | Ca - Si   | basico | medio           | secco | B6 F2 F7 I2       | settore centrale    |
| B. retusum | 9                 | collinare                   | Ca        | basico | basso           | arido | C3 F1 F2 G3       | Liguria             |
| B. sylvaticum | 14                | montano collinare           | Ca - Si   | neutro | alto            | umido | G5 I2 I3 I5       | tutto l'arco alpino |
| Legenda e note alla tabella. Substrato: con “Ca/Si” si intendono rocce di carattere intermedio (calcari silicei e simili). Zona alpina: vengono prese in considerazione solo le zone alpine del territorio italiano (sono indicate le sigle delle province). Comunità vegetali: 4 = comunità pioniere a terofite e succulente; 9 = comunità a emicriptofite e camefite delle praterie rase magre secche; 14 = comunità forestali. Ambienti: B1 = campi, colture e incolti; B2 = ambienti ruderali, scarpate; B6 = tagli rasi forestali, schiarite, strade forestali; C2 = rupi, muri e ripari sotto roccia; C3 = ghiaioni, morene e pietraie; F1 = praterie rase xerofile mediterranee; F2 = praterie rase, prati e pascoli dal piano collinare al subalpino; F7 = margini erbacei dei boschi; G3 = macchie basse; G5 = saliceti arbustivi di ripa; I2 = boschi di latifoglie; I3 = querceti submediterranei; I5 = rimboschimenti e boschi secondari. |                   |                             |           |        |                 |       |                   |                     |

## Tassonomia
La famiglia delle Poacee comprende circa 800 generi e oltre 9.000 specie. È una delle famiglie più numerose e più importanti del gruppo delle monocotiledoni. La famiglia è suddivisa in 12 sottofamiglie, il genere Brachypodium fa parte della sottofamiglia Pooideae.

### Specie
Il genere Brachypodium comprende le seguenti specie:
(per alcune specie è indicata la distribuzione europeo-mediterranea)
- Brachypodium arbuscula Gay ex Knoche - Distribuzione: Isole Canarie
- Brachypodium atlanticum Dobignard
- Brachypodium bolusii Stapf
- Brachypodium distachyon (L.) P.Beauv.
- Brachypodium flexum Nees
- Brachypodium glaucovirens (Murb.) Sagorski
- Brachypodium humbertianum A.Camus
- Brachypodium hybridum Catalán, Joch.Müll., Hasterok & G.Jenkins
- Brachypodium kawakamii Hayata
- Brachypodium kotschyi Boiss. - Distribuzione: Anatolia
- Brachypodium madagascariense A.Camus & H.Perrier
- Brachypodium mexicanum (Roem. & Schult.) Link
- Brachypodium peregrinum Stanisl. & Tzvelev
- Brachypodium perrieri A.Camus
- Brachypodium phoenicoides (L.) Roem. & Schult. - Distribuzione: Europa (occidentale) e Magreb
- Brachypodium pinnatum (L.) P.Beauv. - Distribuzione: Europa, Transcaucasia, Anatolia, Asia (mediterranea) e Magreb
- Brachypodium pringlei Scribn. ex Beal
- Brachypodium retusum (Pers.) P.Beauv. - Distribuzione: Europa (mediterranea), Anatolia, Siria e Africa (mediterranea)
- Brachypodium rupestre (Host) Roem. & Schult.
- Brachypodium stacei Catalán, Joch.Müll., L.A.J.Mur & T.Langdon
- Brachypodium sylvaticum  (Huds.) P.Beauv., 1812 - Distribuzione: Europa, Transcaucasia, Anatolia, Siria e Magreb

Sono inoltre noti i seguenti ibridi:
- Brachypodium × ambrosii Sennen
- Brachypodium × apollinaris Sennen
- Brachypodium × cugnacii A.Camus
- Brachypodium × diazii Sennen
- Brachypodium × paui Sennen

### Specie della flora italiana
Per meglio comprendere ed individuare le varie specie del genere (solamente per le specie spontanee della flora italiana) l’elenco seguente utilizza in parte il sistema delle chiavi analitiche (vengono cioè indicate solamente quelle caratteristiche utili a distingue una specie dall'altra).
- Gruppo 1A: le piante hanno un ciclo biologico annuo e sono prive di rigetti sterili;

- Brachypodium distachyon (L.) P.Beauv. - Paléo annuale: l'altezza della pianta è di circa 3 - 30 cm; il ciclo biologico è annuo; la forma biologica è terofita scaposa (T scap); il tipo corologico è Steno-Mediterraneo / Turanico; gli habitat tipici sono gli incolti aridi, i prati tra le macchie e i pascoli; in Italia è una specie comune con una distribuzione discontinua su tutto il territorio fino ad una altitudine di 1.900 m s.l.m..

- Gruppo 1B: le piante hanno un ciclo biologico perenne e sono densamente cespugliose o rizomatose;

- Gruppo 2A: le piante non sono stolonifere e formano dei cespugli di pochi centimetri di diametro; il lemma dei fiori superiori della spighetta porta una resta lunga quanto la parte laminare;

- Brachypodium sylvaticum (Huds.) P.Beauv. - Paléo silvestre: l'altezza della pianta è di circa 3 - 5 dm; il ciclo biologico è perenne; la forma biologica è emicriptofita cespitosa (H caesp); il tipo corologico è Paleotemperato; gli habitat tipici sono i boschi di latifoglie; in Italia è una specie comune su tutto il territorio fino ad una altitudine di 1.600 m s.l.m..

- Gruppo 2B: le piante hanno dei lunghi stoloni sotterranei e formano dei popolamenti estesi; le reste sono lunghe non oltre la metà della parte laminare del lemma;

- Gruppo 3A: le foglie sono piane e non hanno delle coste sporgenti sulla pagina superiore;

- Brachypodium pinnatum (L.) P.Beauv. - Paléo comune: l'altezza della pianta è di circa 4 - 7 dm; il ciclo biologico è perenne; la forma biologica è emicriptofita cespitosa (H caesp); il tipo corologico è Eurasiatico; gli habitat tipici sono i prati aridi, le boscaglie e le scarpate; in Italia è una specie comune su tutto il territorio fino ad una altitudine di 2.000 m s.l.m..

- Gruppo 3B: le foglie sono del tipo convolute-giunchiformi; la pagina superiore ha delle coste sporgenti;

- Brachypodium phoenicoides (L.) Roem. & Schult. - Paléo dei campi abbandonati: le foglie hanno un portamento sparso; la spiga è ricca con 12 spighette; le costole maggiori sono più o meno appiattite e in sezione sono quadrangolari; l'altezza della pianta è di circa 4 - 10 dm; il ciclo biologico è perenne; la forma biologica è emicriptofita cespitosa (H caesp); il tipo corologico è Steno-Mediterraneo Occidentale; gli habitat tipici sono i prati aridi e le colture abbandonate; in Italia è una specie rara e si trova soprattutto sul versante tirrenico fino ad una altitudine di 900 m s.l.m..
- Brachypodium retusum (Pers.) P. Beauv. - Paléo delle garighe: le foglie hanno un portamento patente-distico; la spiga è povera con 1 - 5 spighette; le costole maggiori sono arrotondate e in sezione sono semicircolari; l'altezza della pianta è di circa 2 - 4 dm; il ciclo biologico è perenne; la forma biologica è emicriptofita cespitosa (H caesp); il tipo corologico è Steno-Mediterraneo Occidentale; gli habitat tipici sono le garighe e le macchie degradate; in Italia è una specie comune e si trova sul versante tirrenico fino ad una altitudine di 600 m s.l.m.. (Nella "Flora d'Italia" di Sandro Pignatti questa specie è definita come Brachypodium ramosum (L.) R. & S.).

### Filogenesi
La tribù Brachypodieae fa parte della supertribù Stipodae L. Liu, 1980. La supertribù Stipodae (formata dalle tribù Ampelodesmeae, Stipeae, Brachypodieae e Diarrheneae) è il quarto nodo della sottofamiglia Pooideae ad essersi evoluto (gli altri tre precedenti sono la tribù Brachyelytreae, e le supertribù Nardodae e Melicodae). All'interno della supertribù, la tribù Brachypodieae è stata la più recente ad evolversi.
Alcuni studi sulla struttura cromosomica delle specie del genere sembrano indicare che il genoma attuale di B. distachyon derivi da B. mexicanum, quindi a seguito di eventi di disploidia ascendente (variazione in aumento del numero dei cromosomi) si sono generate le specie B. sylvaticum, B. pinnatum e B. arbuscula. In seguito altri eventi di alloploidizzazione hanno generato le specie come B. retusum e B. phoenicoides.
Una sinapomorfia per questo gruppo è: le celle sussidiarie sono parallele.
Il numero cromosomico delle specie del genere è molto variabile: 2n = 10,14, 16, 18, 20, 28 e 30.
Il seguente cladogramma, tratto dallo studio citato e semplificato, mostra una possibile struttura filogenetica (relativamente al plastidio "ndhF") del genere Brachypodium. Sono evidenti alcune specie non monofiletiche.
|  | \| \| Brachypodium phoenicoide \| \| \| \| \| \| Brachypodium pinnatum \| \| \| \| |
|  |                                                                                    |
|  | Brachypodium sylvaticum                                                            |
|  |                                                                                    |
|  | Brachypodium retusum                                                               |
|  |                                                                                    |
|  | Brachypodium phoenicoide                                                           |
|  |                                                                                    |
|  | Brachypodium pinnatum                                                              |
|  |                                                                                    |

|  | Brachypodium phoenicoide |
|  |                          |
|  | Brachypodium pinnatum    |
|  |                          |

|  | \| \| Brachypodium phoenicoide \| \| \| \| \| \| Brachypodium pinnatum \| \| \| \| |
|  |                                                                                    |
|  | Brachypodium sylvaticum                                                            |
|  |                                                                                    |
|  | Brachypodium retusum                                                               |
|  |                                                                                    |
|  | Brachypodium phoenicoide                                                           |
|  |                                                                                    |
|  | Brachypodium pinnatum                                                              |
|  |                                                                                    |

|  | Brachypodium phoenicoide |
|  |                          |
|  | Brachypodium pinnatum    |
|  |                          |

|  | Brachypodium distachyon |
|  |                         |
|  | Brachypodium retusum    |
|  |                         |

|  | \| \| Brachypodium phoenicoide \| \| \| \| \| \| Brachypodium pinnatum \| \| \| \| |
|  |                                                                                    |
|  | Brachypodium sylvaticum                                                            |
|  |                                                                                    |
|  | Brachypodium retusum                                                               |
|  |                                                                                    |
|  | Brachypodium phoenicoide                                                           |
|  |                                                                                    |
|  | Brachypodium pinnatum                                                              |
|  |                                                                                    |

|  | Brachypodium phoenicoide |
|  |                          |
|  | Brachypodium pinnatum    |
|  |                          |

|  | \| \| Brachypodium phoenicoide \| \| \| \| \| \| Brachypodium pinnatum \| \| \| \| |
|  |                                                                                    |
|  | Brachypodium sylvaticum                                                            |
|  |                                                                                    |
|  | Brachypodium retusum                                                               |
|  |                                                                                    |
|  | Brachypodium phoenicoide                                                           |
|  |                                                                                    |
|  | Brachypodium pinnatum                                                              |
|  |                                                                                    |

|  | Brachypodium phoenicoide |
|  |                          |
|  | Brachypodium pinnatum    |
|  |                          |

|  | Brachypodium distachyon |
|  |                         |
|  | Brachypodium retusum    |
|  |                         |

|  | Brachypodium distachyon |
|  |                         |
|  | Brachypodium mexicanum  |
|  |                         |

|  | \| \| Brachypodium phoenicoide \| \| \| \| \| \| Brachypodium pinnatum \| \| \| \| |
|  |                                                                                    |
|  | Brachypodium sylvaticum                                                            |
|  |                                                                                    |
|  | Brachypodium retusum                                                               |
|  |                                                                                    |
|  | Brachypodium phoenicoide                                                           |
|  |                                                                                    |
|  | Brachypodium pinnatum                                                              |
|  |                                                                                    |

|  | Brachypodium phoenicoide |
|  |                          |
|  | Brachypodium pinnatum    |
|  |                          |

|  | \| \| Brachypodium phoenicoide \| \| \| \| \| \| Brachypodium pinnatum \| \| \| \| |
|  |                                                                                    |
|  | Brachypodium sylvaticum                                                            |
|  |                                                                                    |
|  | Brachypodium retusum                                                               |
|  |                                                                                    |
|  | Brachypodium phoenicoide                                                           |
|  |                                                                                    |
|  | Brachypodium pinnatum                                                              |
|  |                                                                                    |

|  | Brachypodium phoenicoide |
|  |                          |
|  | Brachypodium pinnatum    |
|  |                          |

|  | Brachypodium distachyon |
|  |                         |
|  | Brachypodium retusum    |
|  |                         |

|  | \| \| Brachypodium phoenicoide \| \| \| \| \| \| Brachypodium pinnatum \| \| \| \| |
|  |                                                                                    |
|  | Brachypodium sylvaticum                                                            |
|  |                                                                                    |
|  | Brachypodium retusum                                                               |
|  |                                                                                    |
|  | Brachypodium phoenicoide                                                           |
|  |                                                                                    |
|  | Brachypodium pinnatum                                                              |
|  |                                                                                    |

|  | Brachypodium phoenicoide |
|  |                          |
|  | Brachypodium pinnatum    |
|  |                          |

|  | \| \| Brachypodium phoenicoide \| \| \| \| \| \| Brachypodium pinnatum \| \| \| \| |
|  |                                                                                    |
|  | Brachypodium sylvaticum                                                            |
|  |                                                                                    |
|  | Brachypodium retusum                                                               |
|  |                                                                                    |
|  | Brachypodium phoenicoide                                                           |
|  |                                                                                    |
|  | Brachypodium pinnatum                                                              |
|  |                                                                                    |

|  | Brachypodium phoenicoide |
|  |                          |
|  | Brachypodium pinnatum    |
|  |                          |

|  | Brachypodium distachyon |
|  |                         |
|  | Brachypodium retusum    |
|  |                         |

|  | Brachypodium distachyon |
|  |                         |
|  | Brachypodium mexicanum  |
|  |                         |